# قرار مجلس الأمن التابع للأمم المتحدة رقم 2048
قرار مجلس الأمن التابع للأمم المتحدة رقم 2048، المتخذ بالإجماع في 18 مايو 2012.

## روابط خارجية
- نص القرار في undocs.org